# Cyclomuricea
Cyclomuricea is een geslacht van neteldieren uit de klasse van de Anthozoa (bloemdieren).

## Soort
- Cyclomuricea flabellata Nutting, 1908